# Municipio de Grand Tower
El municipio de Grand Tower (en inglés: Grand Tower Township) es un municipio ubicado en el condado de Jackson en el estado estadounidense de Illinois. En el año 2010 tenía una población de 707 habitantes y una densidad poblacional de 8,17 personas por km².

## Geografía
El municipio de Grand Tower se encuentra ubicado en las coordenadas 37°38′58″N 89°28′22″O / 37.64944, -89.47278. Según la Oficina del Censo de los Estados Unidos, el municipio tiene una superficie total de 86.56 km², de la cual 81,75 km² corresponden a tierra firme y (5,55 %) 4,81 km² es agua.

## Demografía
Según el censo de 2010, había 707 personas residiendo en el municipio de Grand Tower. La densidad de población era de 8,17 hab./km². De los 707 habitantes, el municipio de Grand Tower estaba compuesto por el 98,44 % blancos, el 0,14 % eran afroamericanos, el 0,28 % eran amerindios, el 0,28 % eran de otras razas y el 0,85 % eran de una mezcla de razas. Del total de la población el 1,56 % eran hispanos o latinos de cualquier raza.